# Charlenne Domínguez
Charlenne Domínguez (5 novembre 1985) è una pallavolista portoricana.
Gioca nel ruolo di libero nelle Changas de Naranjito.

## Carriera
La carriera professionistica di Charlenne Domínguez inizia nella stagione 2002, quando debutta con la maglia delle Vaqueras de Bayamón nella Liga de Voleibol Superior Femenino, venendo anche premiata come miglior esordiente. Nella stagione seguente inizia un sodalizio che dura per tre annate e mezza con le Gigantes de Carolina, franchigia con la quale vince due scudetti; nel 2003 inoltre debutta in nazionale, prendendo parte al torneo di qualificazione per i Giochi della XXVIII Olimpiade.
Nel corso del campionato 2006 viene ceduta alle Mets de Guaynabo, franchigia alla quale si lega anche per le successive quattro annate, ma senza ottenere grandi risultati. Dopo una stagione trascorsa con le Llaneras de Toa Baja ed una di inattività, torna in campo nel campionato 2013 con le Indias de Mayagüez, vincendo il suo terzo scudetto, mentre nel campionato seguente veste la maglia delle Lancheras de Cataño.
Nella stagione 2015 viene ingaggiata dalle Changas de Naranjito, che lascia già nella stagione seguente, approdando alle Criollas de Caguas, dove resta solo per un breve periodo, ritornando alle Changas de Naranjito a febbraio.

## Palmarès

### Club
- Campionato portoricano: 3

2003, 2004, 2013

### Premi individuali
- 2002 - Liga de Voleibol Superior Femenino: Miglior esordiente